# ناربرث، پمبروکشر
ناربرث (به انگلیسی: Narberth) یک شهرک در ولز است که در پمبروکشر واقع شده‌است. ناربرث ۲٬۴۸۹ نفر جمعیت دارد.

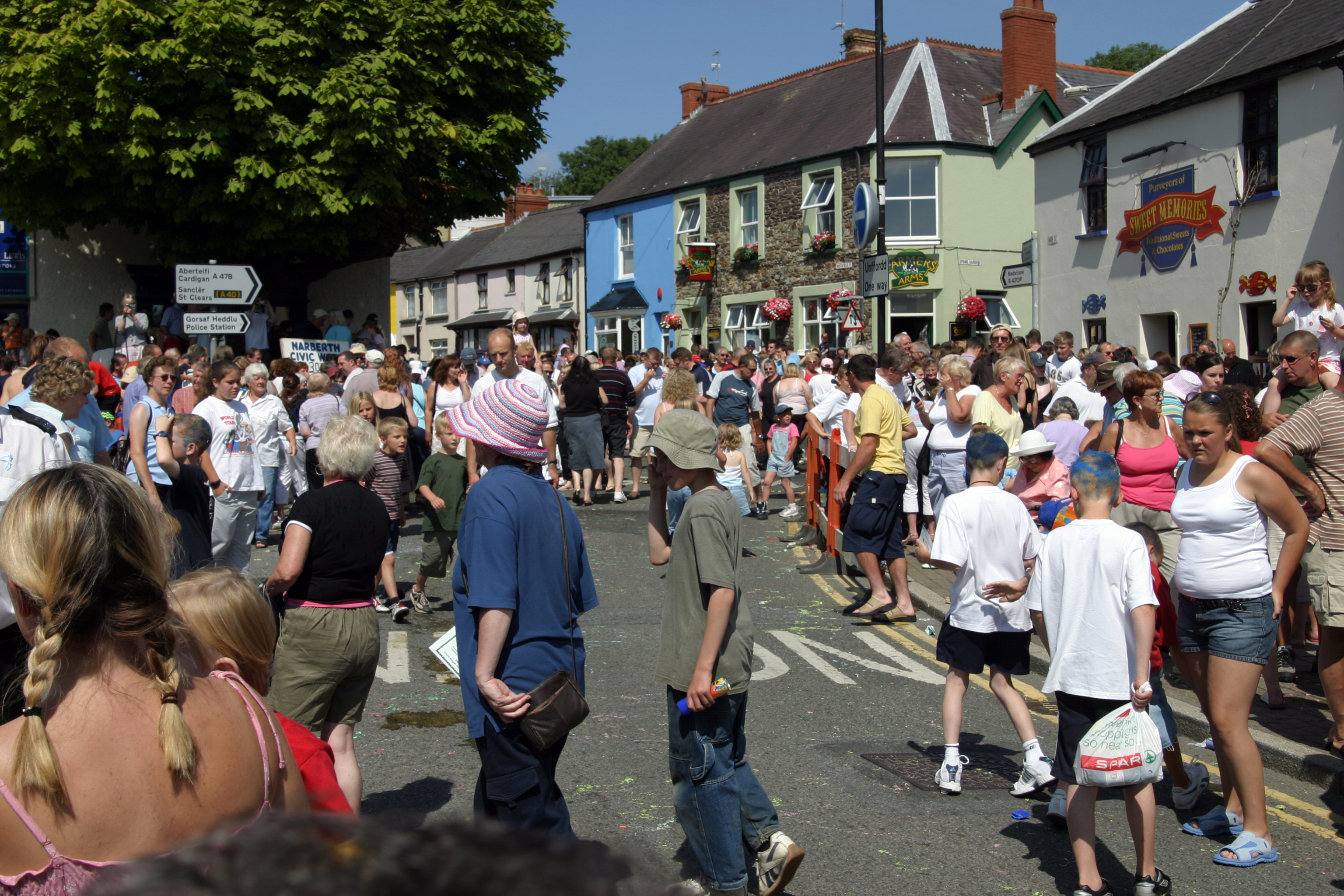
Visitors on carnival day